# Montenegros valuta
Alltsedan 2002 använder Montenegro euro som valuta, även om landet inte är med i EU och inte har något formellt avtal med EU om användning av euro.

## Historik
I mitten av 1800-talet hade Petar II Petrović Njegoš planer på att införa en egen montenegrinsk valuta, perun. Perun var namnet på en gud som Njegoš satte allra högst i den slaviska mytologin. Njegoš dog emellertid och hans planer på valuta genomfördes inte. 
Det var först i början av 1900-talet som Montenegro fick sin egen valuta, perper. Perpern användes mellan 1905 och 1918. Namnet perper togs efter den serbiska perpern som användes i Kungariket Serbien på 1800-talet. Den montenegrinska perpern delades in i 100 pare (sing. para). Värdet av en perper motsvarades av värdet av en fransk franc. Valutan tillhörde den latinska myntunionen (denna union upplöstes 1914). 
Montenegro införlivades med Serbien 1918, när Serbernas, kroaternas och slovenernas kungarike bildades, och perpern ersattes då av myntenheten dinar. När Jugoslavien bildades 1920 infördes den jugoslaviska dinaren. Under andra världskriget ockuperades Montenegro av Italien och under ockupationen cirkulerade italienska lire i Montenegro. En egen valuta gavs också ut under kriget. Men med dessa undantag användes dinaren som valuta i Montenegro fram till 1991 då Jugoslavien upplöstes. 
Efter Jugoslaviens upplösning började Montenegro mer och mer använda tyska mark som valuta. Från och med 1999 användes uteslutande denna valuta. Anledningen var man ville dämpa den hyper-inflation som skedde i Serbien och Montenegro. Dessutom var användningen av tyska mark ett sätt att skilja sig från det Milosević-ledda Serbien. Strax innan det att euron infördes antog Montenegros monetära råd en plan för att införa euron i landet. En överenskommelse gjordes med en tysk bank som levererade sedlar och mynt så att också Montenegro kunde ha euro när valutan infördes 2002. 
Till skillnad från de officiella länderna inom euroområdet kan inte Montenegro prägla sina egna euromynt och har därför inte en specifik nationell utformning på ena sidan av mynten som övriga euroländer har.
I Kosovo och Bosnien och Hercegovina används också euro (i Bosnien och Hercegovina vid sidan av konvertibla mark, maraka), liksom i Andorra, Monaco, San Marino och Vatikanstaten. De fyra sistnämnda har särskilda avtal med EU.